# ژولت وارگا
ژولت وارگا (انگلیسی: Zsolt Varga؛ زادهٔ ۹ مارس ۱۹۷۲) بازیکن واترپلو اهل مجارستان بود.
وی در مسابقات کشوری و بین‌المللی در مجموع برندهٔ ۳ مدال طلا شده‌است.